# Ejército Argentino
El Ejército Argentino (EA), fundado en 1810, es la rama terrestre de las Fuerzas Armadas, y constituye, junto a la Armada y la Fuerza Aérea, la defensa para rechazar agresiones militares de origen externo, aunque la legislación permite el empleo subsidiario de elementos militares en apoyo a la seguridad interior, el restablecimiento del orden en jurisdicción militar, o el restablecimiento del orden en el ámbito interno si hay declaración de estado de sitio. Brinda apoyo a la comunidad ante la emergencia y catástrofe, despliega tropas en operaciones de mantenimiento de la paz en el marco de la ONU y presta apoyo logístico a la presencia argentina en la Antártida.
El Ejército se halla subordinado al presidente de la República como comandante en jefe de las Fuerzas Armadas. El jefe del Estado Mayor General del Ejército (JEMGE) tiene dependencia del ministro de Defensa (MINDEF) por delegación del presidente y relación funcional con el Estado Mayor Conjunto (EMCO), a los fines de la acción militar conjunta.

## Misión
La Ley de Defensa Nacional, Artículo 2.º define a la defensa nacional:

La Defensa Nacional es la integración y la acción coordinada de todas las fuerzas de la Nación para la solución de aquellos conflictos que requieran el empleo de las Fuerzas Armadas, en forma disuasiva o efectiva, para enfrentar las agresiones de origen externo

El empleo subsidiario de elementos de las FF. AA. es exclusivo en:
- Apoyo a operaciones de seguridad interior empleando elementos de servicios y de apoyo al combate.
- Preservación de las FF. AA. y restablecimiento del orden en jurisdicción militar.
- Operaciones de restablecimiento del orden en seguridad interior, con elementos de combate de las FF. AA., previa declaración del estado de sitio.

Desde 2024, el decreto 1112/24 contempla las «nuevas amenazas» permitiendo el accionar contra amenazas de naturaleza no-estatal y adiciona como misión subsidiaria la protección de objetivos de valor estratégico.

## Historia

### Guerras y campañas
- Guerra de la Independencia Argentina
- Guerras civiles argentinas
- Campaña al Alto Perú
- Campaña al Paraguay
- Campaña a la Banda Oriental
- Cruce de los Andes
- Guerra del Brasil
- Guerra de Tarija
- Guerra del Paraná
- Guerra de la Triple Alianza
- Rebelión jordanista
- Conquista del Desierto
- Conquista del Chaco
- Operativo Independencia
- Guerra de las Malvinas
- Combate de La Tablada

## Cooperación internacional

### Operaciones de mantenimiento de la paz
El Ejército Argentino junto a las otras FF. AA. se halla en ocho (8) misiones de paz de la ONU: la misión de paz en Chipre (UNFICYP), en Oriente Medio (UNTSO), en República Centroafricana (MINUSCA), en el Sahara Occidental (MINURSO), en los Altos del Golán (UNDOF), en Jammu-Cachemira (UNMOGIP) y en Colombia (UNVMC).

### Fuerzas binacionales
Además, el Ejército integra la Fuerza de Paz Conjunta Combinada "Cruz del Sur" con elementos de las Fuerzas Armadas de la Argentina y las Fuerzas Armadas de Chile. El Estado Mayor Combinado con asiento en Campo de Mayo y el componente terrestre con el Regimiento de Infantería Mecanizado 12 con asiento en Toay representan al EA.

## ElsigloXXI
La modernización del TAM se halla en marcha con la Dirección de Arsenales y la Dirección General de Investigación y Desarrollo en la guarnición militar de Boulogne Sur Mer (Buenos Aires). El programa modernizará 74 unidades. El 20 de diciembre de 2024 fue entregado al Ejército el primer escuadrón con diez tanques TAM 2C-A2, para la dotación del RC Tan 8 con asiento en Magdalena.
El 12 de septiembre de 2024 arribó a Campo de Mayo una (1) aeronave Diamond DA-62 MPP AE-046, adquirido para la dotación del Batallón de Aviación de Apoyo de Combate 601 con asiento en esa guarnición, y fortalecer la vigilancia y control del espacio aéreo y prestar apoyo al Instituto Geográfico Nacional (IGN).
El Ejército regresa a la provincia de Tierra del Fuego, Antártida e Islas del Atlántico Sur con el despliegue del Grupo de Vigilancia «Tolhuin» y el Escalón Adelantado «Río Grande», para construir la guarnición militar conjunta con asiento en Tolhuin para adiestramiento de dotaciones antárticas. Además, el redespliegue de un elemento en Catamarca permite el regreso de la institución a esa provincia.

## Armamento

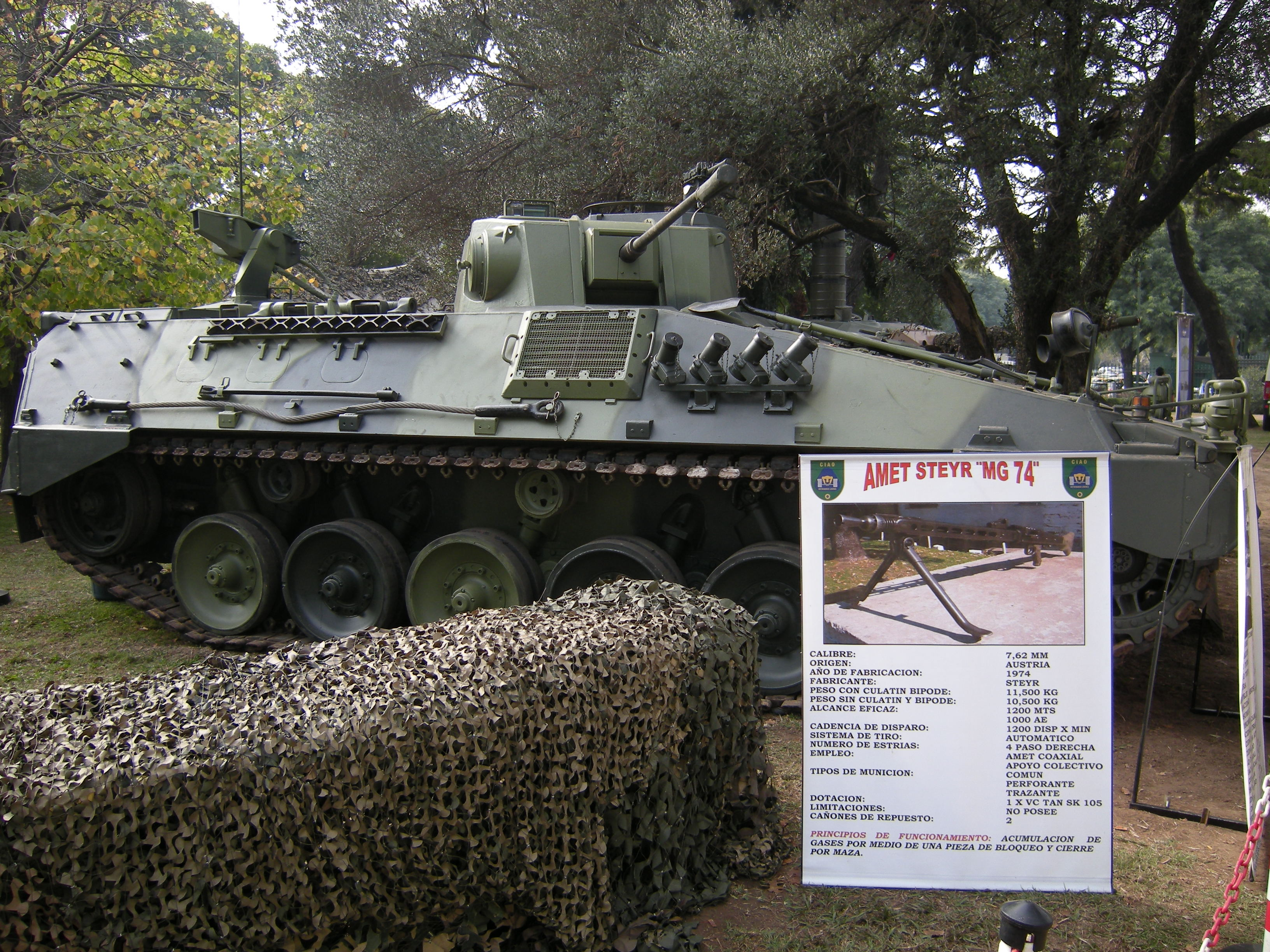
VCTP

| Modelo       | Proveedor      | Año de incorporación | Tipo de arma             | N.º de unidades |
| Tanques      | Tanques        | Tanques              | Tanques                  | Tanques         |
| ------------ | -------------- | -------------------- | ------------------------ | --------------- |
| TAM          | TAMSE          | 1979                 | Tanque                   | 230-236         |
| SK-105 A1/A2 | Austria        | 1981                 | Caza-carros              | 110             |
| Blindados    |                |                      |                          |                 |
| M-113 A1/A2  | Estados Unidos | 1967                 | Transporte de personal   | 390             |
| TAM VCTP     | TAMSE          | 1980                 | Transporte de infantería | 139             |
| Stryker      | Estados Unidos | 2025                 | Transporte de infanteria | 0 (8)           |
| Artillería   |                |                      |                          |                 |
| CITER 155    | FM             | 1977                 | Cañón remolcado          | 100             |
| OTO 105      | Italia         | 1971                 | Cañón remolcado          | 70              |
| VCA 155      | TAMSE          | 1988                 | Cañón autopropulsado     | 19              |

### Aviación

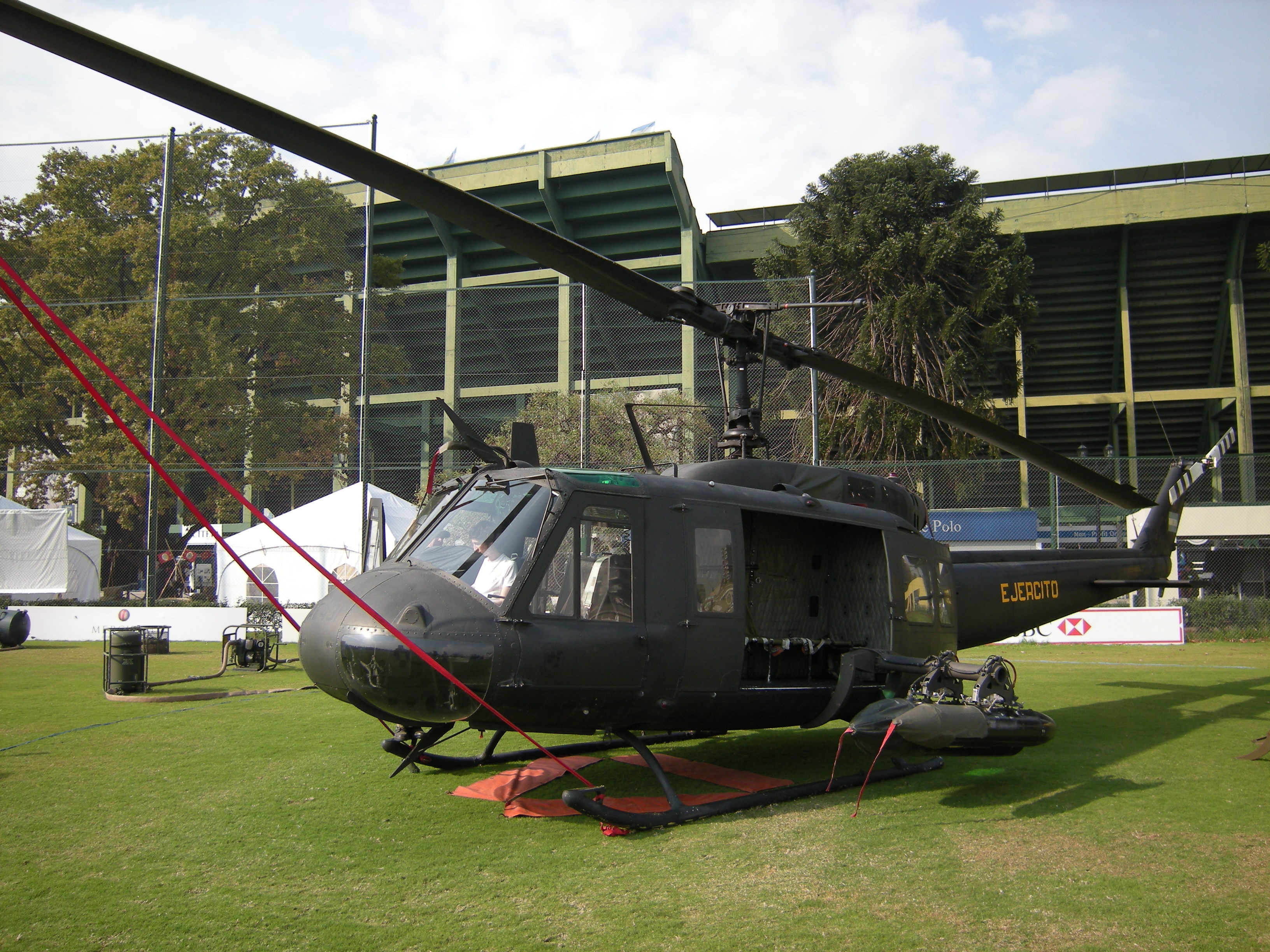
Bell UH-1H

| Modelo                    | Proveedor      | Año de incorporación | Unidad            | N.º de aviones |
| Transporte                | Transporte     | Transporte           | Transporte        | Transporte     |
| ------------------------- | -------------- | -------------------- | ----------------- | -------------- |
| CASA C-212-200            | España         | 1984                 | B Av Apy Comb 601 | 3              |
| Cessna 208B Grand Caravan | Estados Unidos | 2016                 | B Av Apy Comb 601 | 4              |
| Cessna 550B Citation II   | Estados Unidos | 1978                 | B Av Apy Comb 601 | 1              |
| Helicópteros              |                |                      |                   |                |
| Bell UH-1H                | Estados Unidos | 1967                 | Ejército          | 45             |
| Aérospatiale Super Puma   | Francia        | 1986                 | B Helic Asal 601  | 3 (- 2)        |

## Organización

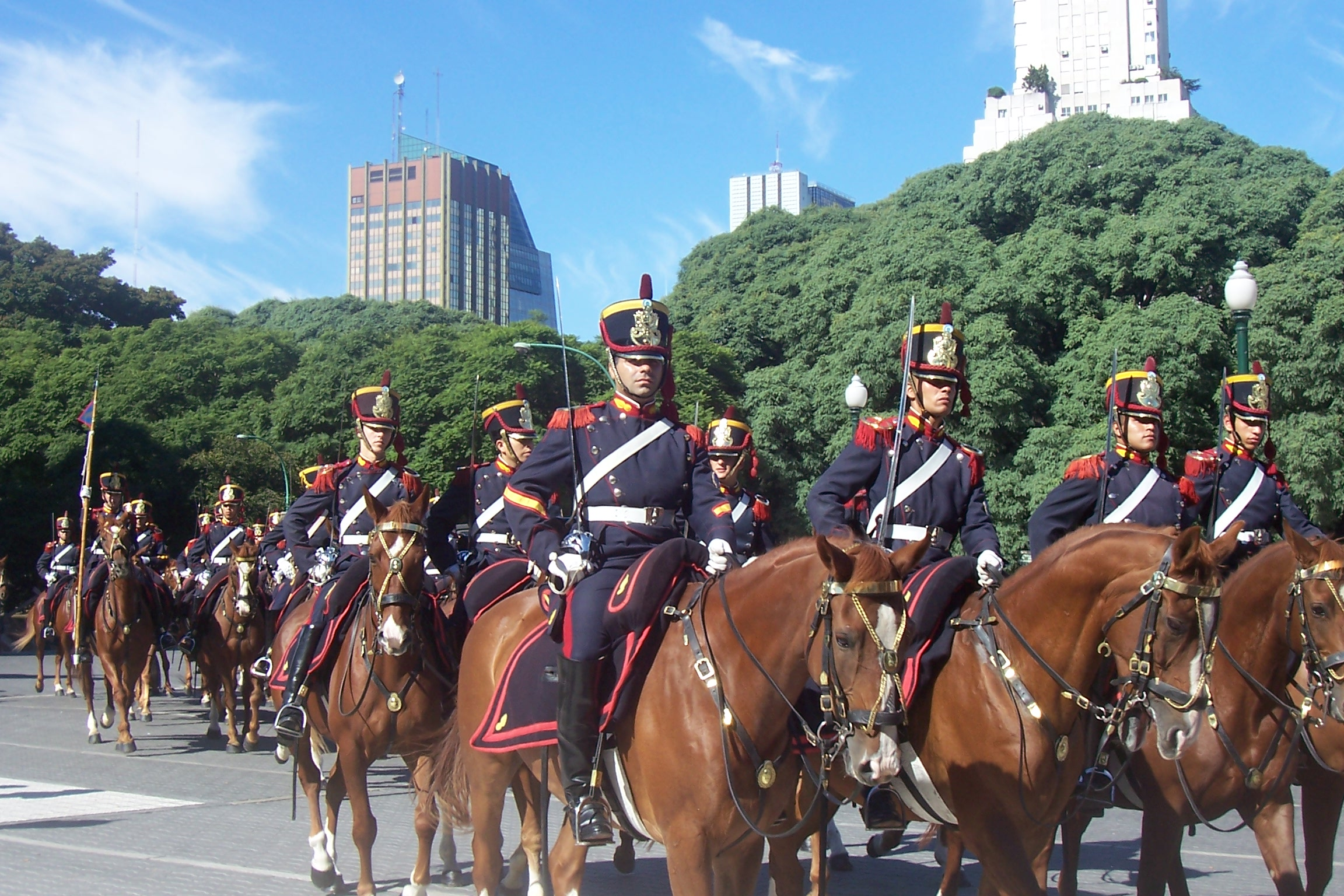
Regimiento de Granaderos a Caballo «General San Martín».

### Componentes
El Ejército Argentino, por la ley n.º 19 101 para el Personal Militar y la Reglamentación para el Ejército, se halla constituido por el Ejército Permanente y la Reserva del Ejército.

### Armas, Servicios, Tropas Técnicas y Tropas de Operaciones Especiales
El Ejército Argentino se halla organizado en distintos elementos de armas, tropas técnicas, tropas de operaciones especiales (TOE) y servicios para el apoyo de combate y el sostenimiento de la fuerza.

#### Armas
Los elementos de combate (armas) son los siguientes:
- Infantería: elemento organizado, equipado y adiestrado para el combate cercano, que combina fuego, maniobra y choque, y puede ser infantería ligera, mediana y pesada, a pie o con medios livianos a rueda, a oruga, anfibios o aéreos.[24]
- Caballería: elemento organizado, equipado y adiestrado para el combate cercano, que combina movilidad, potencia de fuego y protección, y puede ser caballería blindada, de exploración y ligera, con material blindado y tanques, blindados livianos y algunos elementos montados.[25]
- Artillería: elemento organizado, equipado y adiestrado para apoyo de fuego a través de los sistemas de artillería de campaña y otro de artillería antiaérea, para las operaciones tácticas de fuego.[26]
- Ingenieros: elemento organizado, equipado y adiestrado para apoyo de combate para incrementar el poder de combate propio y contrarrestar el del enemigo, proporcionar la defensa QBN (química, biológica y nuclear) y mejorar las condiciones de vida en el terreno.[27]
- Comunicaciones: creada como arma en 1944,[28] es un elemento organizado, equipado y adiestrado para apoyo de combate para facilitar la conducción propia y contrarrestar la del enemigo a través de comunicaciones, guerra electrónica, software y ciberdefensa, es operador del sistema único de comunicaciones e informática de la fuerza (SUCOM) y el telepuerto satelital del Ejército en Campo de Mayo, este último con apoyo de la empresa nacional ARSAT.[29][30]

#### Servicios
Los elementos de servicios para apoyo de combate son los siguientes:
- Arsenales: servicio logístico para el abastecimiento y mantenimiento de efectos para materiales de combate, electrónicos, de ingenieros, comunicaciones, etc.
- Intendencia: servicio logístico para el abastecimiento y mantenimiento de efectos para el personal militar, alimentación, vestuario, alojamiento, combustibles, etc.
- Veterinaria: servicio logístico para el abastecimiento y mantenimiento de la salud del ganado militar. Incluye la producción de alimentos para el autoabastecimiento de la fuerza, con apoyo del INTA.[32]
- Construcciones: servicio logístico para construcción y mantenimiento de las instalaciones militares, así como estructuras, vías de comunicación, obstáculos, etc. Es operado por el arma de ingenieros.
- Transporte: servicio logístico para transporte de abastecimiento y personal por medios no orgánicos. La primera unidad táctica fue creada en 2021.[33]
- Religioso: servicio de personal para asesorar y asistir y coordinar los temas de la religión cristiana, y predicar el Evangelio.
- Postal: servicio de personal para administrar la correspondencia del personal militar.
- Bienestar: servicio de personal para coordinar los deportes y recreación del personal militar.
- Jurídico: servicio de personal para asesorar y asistir a la institución en lo jurídico.
- Banda: servicio de personal para el mantenimiento de la moral y bienestar del personal militar, conservación del patrimonio de la música y representación de los valores de la institución.
- Sanidad: servicio logístico para la preservación de la salud del personal militar, abastecimiento y mantenimiento de efectos de sanidad, instrucción del personal, evacuación y hospitalización, y apoyo a la comunidad en emergencias.[34]
- Educación Física: servicio de personal para supervisar la educación física del personal militar.
- Finanzas: servicio para asesorar y asistir a la institución en lo financiero y económico.
- Oficinistas, Dibujantes y Traductores: Se desempeñan en las áreas administrativas de los Comandos, Direcciones, Organismos, Institutos, Juzgados de Instrucción Militar y Unidades, elaborando la documentación mediante las herramientas que brinda la informática y tramitando la correspondencia de la fuerza.

#### Tropas Técnicas
Los elementos de apoyo de combate (tropas técnicas) que desempeñan funciones no incluidas en las armas ni en los servicios son los siguientes:
- Aviación de Ejército: elementos organizado, equipado y adiestrado para incrementar la aeromovilidad y capacidad de las fuerzas de combate, brindar apoyo a los elementos de combate, búsqueda y rescate, aeroevacuación, y apoyo a la comunidad.
- Inteligencia: elementos organizado, equipado y adiestrado para producir inteligencia militar táctica, estratégica y operacional sobre distintos aspectos.
- Informática: elementos organizado, equipado y adiestrado para operar con medios informáticos.
- Policía Militar: elementos organizado, equipado y adiestrado para el mantenimiento del orden, seguridad y disciplina, así como la seguridad de las instalaciones militares en tiempos de paz.

#### Tropas de Operaciones Especiales
Los elementos para operaciones especiales (OO. EE.) son los siguientes:
- Comandos: elementos organizados, equipados y adiestrados para operaciones especiales por medio de la acción directa en el dispositivo enemigo bajo el nivel táctico superior. El primer curso de comandos fue dictado en 1964.
- Fuerzas Especiales: elementos organizados, equipados y adiestrados para operaciones especiales por medio de la acción indirecta en el dispositivo enemigo bajo la conducción de nivel táctico superior.
- Cazadores de Montaña, de Monte y Patagónicos: elementos con capacitación específica para un ambiente geográfico particular bajo la conducción de nivel táctico inferior. El primer curso de cazadores patagónicos fue dictado en 2022.[36]
- Buzos de Ejército: elementos organizados, equipados y adiestrados para operaciones tácticas por medio del combate anfibio. El primer elemento fue creado en 2015.[37]

#### Aptitudes especiales
Además, esos elementos del Ejército Argentino se hallan organizados en tropas de montaña, de monte y aerotransportadas (paracaidistas y asalto aéreo), con capacitación en esas aptitudes especiales para actuar en ambientes geográficos particulares:
- Tropas de Montaña
- Tropas de Monte
- Tropas Aerotransportadas
  - Paracaidistas
  - Asalto Aéreo

### Fuerzas terrestres
Las armas y servicios son agrupados para constituir organizaciones aptas para el combate en la ejecución de la maniobra terrestre.
- Gran unidad de batalla. Es el agrupamiento de elementos de distintas armas, tropas técnicas y servicios, bajo un comando único, con relativa autonomía para operar. Carece de estructura fija, sino que se estructura según la misión particular impuesta. Por esta razón tiene orden de batalla. La gran unidad de batalla es la división de ejército que se conforma con un elemento de comando, ciertas formaciones y un número variable de grandes unidades de combate.[38]
- Gran unidad de combate. Es el menor agrupamiento de elementos de distintas armas, tropas técnicas y servicios, bajo un comando único. Posee organización fija y estructura variable. Realiza operaciones independientes y puede integrar una gran unidad de batalla. La gran unidad de combate es la brigada. Se compone de un elemento de comando, y unidades y subunidades de las armas, tropas técnicas y servicios. Las brigadas pueden ser motorizadas, mecanizadas, blindadas, aerotransportadas, de montaña o de monte.[38][39]

Las brigadas del Ejército funcionan con el concepto de armas combinadas. Los elementos que las componen trabajan de forma conjunta y complementaria para cumplir su misión. Los diferentes tipos de brigadas son:
- Brigada blindada: conformada por tres regimientos de caballería de tanques y un regimiento de infantería mecanizada. Preparada para combatir contra vehículos blindados de combate.
- Brigada mecanizada: compuesta por dos regimientos de infantería mecanizada y un regimiento de caballería de tanques.
- Brigada de montaña y de monte: constituida por dos o más regimientos de infantería mecanizada y caballería de montaña o de monte. en particular, la brigada de montaña está equipada con materiales ligeros transportables mediante el ganado mular y equino.
- Brigada aerotransportada: compuesta por dos regimientos de paracaidistas. Es equipada con materiales diseñados para el transporte y lanzamiento desde una aeronave en vuelo. Su personal se entrena para descender en paracaídas directamente en la zona de operaciones.

Asimismo, la Fuerza Operativa del Ejército cuenta con agrupaciones que reúnen elementos de la misma arma, tropa técnica o tropa de operaciones especiales.
El Ejército concibe tres tipos de fuerza militar:
- Fuerzas de respuesta regional: preparadas para combatir en los ambientes geográficos de montaña, monte y estepa patagónica.
- Fuerzas de defensa principal: organizaciones pesadas y medianas.
- Fuerzas de intervención rápida: organizaciones ligeras y eventualmente medianas.

### Estructura orgánico-funcional de conducción superior del Ejército Argentino
La conducción superior, encabezada por el Estado Mayor General del Ejército (EMGE) -organismo militar creado en 1884-, figura subordinada al Ministerio de Defensa (MINDEF) -organismo civil creado en 1958- por delegación del presidente de la Nación -comandante en jefe de las Fuerzas Armadas-, y bajo dependencia funcional del Estado Mayor Conjunto (EMCO) -comando con empleo de medios militares en tiempos de paz-, a efectos de acción militar conjunta. El Comando en Jefe del Ejército (Cdo J Ej), escalón superior, quedó disuelto en 1983. Así, el jefe del Estado Mayor General del Ejército (JEMGE) es el comandante del Ejército Argentino, designado por el Poder Ejecutivo entre los oficiales superiores del Cuerpo Comando en actividad. El ascenso al grado de teniente general (máxima graduación) en tiempos de paz queda reservado al oficial superior investido de la jefatura del Estado Mayor.
- Estado Mayor General del Ejército (EMGE) en el Edificio Libertador, ciudad de Buenos Aires

La fuerza de sostenimiento del Ejército, se halla bajo el mando de la Subjefatura del Estado Mayor General del Ejército (SUBJEMGE), y la fuerza operativa, bajo el mando del Comando de Adiestramiento y Alistamiento del Ejército (CAAE).
En 1992, la superioridad dispuso la creación del despacho de encargado del Ejército Argentino -encargado del Estado Mayor General del Ejército-, ocupado por un suboficial con grado de suboficial mayor, y con oficina en el Estado Mayor. Investido de la misión de asesorar y asistir al jefe de Estado Mayor con el cuadro de suboficiales. El primer encargado fue puesto en posesión el 3 de febrero de 1992 -aniversario del Combate de San Lorenzo- en la plaza de armas de la Escuela de Suboficiales del Ejército "Sargento Cabral".

### La Fuerza Operativa
La Fuerza Operativa, formada por tres grandes unidades de batalla -divisiones de ejército-, una fuerza de despliegue rápido y seis agrupaciones, figura subordinada al Comando de Adiestramiento y Alistamiento del Ejército (CAAE) con asiento en Campo de Mayo. Bajo la dependencia de los comandos de división se hallan, a su vez, once grandes unidades de combate -brigadas-, formadas por unidades y subunidades independientes -regimientos, batallones, compañías, etc-.
- Comando de Adiestramiento y Alistamiento del Ejército (CAAE). Asiento: Campo de Mayo (BA). Bajo la dependencia orgánica de este comando se hallan tres grandes unidades de batalla, una fuerza de despliegue rápido, seis agrupaciones y un comando:[50][51]
  - 1.ª División de Ejército "Teniente General Juan Carlos Sánchez" (D Ej 1). Asiento: Curuzú Cuatiá (CR).
  - 2.ª División de Ejército "Ejército del Norte" (D Ej 2). Asiento: Córdoba.
  - 3.ª División de Ejército "Teniente General Julio Argentino Roca" (D Ej 3). Asiento: Bahía Blanca (BA).
  - Fuerza de Despliegue Rápido (FDR). Asiento: Campo de Mayo (BA).
  - Agrupación de Artillería de Campaña 601 (Agr A Camp 601). Asiento: San Luis.
  - Agrupación de Artillería Antiaérea de Ejército 601-Escuela (Agr AA Ej 601-Ec). Asiento: Mar del Plata (BA).
  - Agrupación de Ingenieros 601 (Agr Ing 601). Asiento: Campo de Mayo (BA).
  - Agrupación de Comunicaciones 601 "Teniente Coronel Higinio Vallejos" (Agr Com 601). Asiento: City Bell (BA).
  - Agrupación de Fuerzas de Operaciones Especiales (AFOE). Asiento: Campo de Mayo (BA).
  - Comando de Aviación de Ejército (CAE).  Asiento: Campo de Mayo (BA).

Bajo la dependencia orgánica de las divisiones de ejército se hallan once grandes unidades de combate:
- I Brigada Blindada (Br Bl I). Asiento: Tandil (BA).
- II Brigada Blindada (Br Bl II). Asiento: Paraná (ER).
- III Brigada de Monte (Br Mte III). Asiento: Resistencia (CH).
- IV Brigada Aerotransportada (Br Aerot IV). Asiento: Córdoba (CD).
- V Brigada de Montaña (Br M V). Asiento: Salta (SA).
- VI Brigada de Montaña (Br M VI). Asiento: Neuquén (NQ).
- VIII Brigada de Montaña (Br M VIII). Asiento: Mendoza (MZ).
- IX Brigada Mecanizada (Br Mec IX). Asiento: Comodoro Rivadavia (CT).
- X Brigada Mecanizada (Br Mec X). Asiento: Santa Rosa (LP).
- XI Brigada Mecanizada (Br Mec XI). Asiento: Río Gallegos (SC).
- XII Brigada de Monte (Br Mte XII). Asiento: Posadas (MI).

## Educación

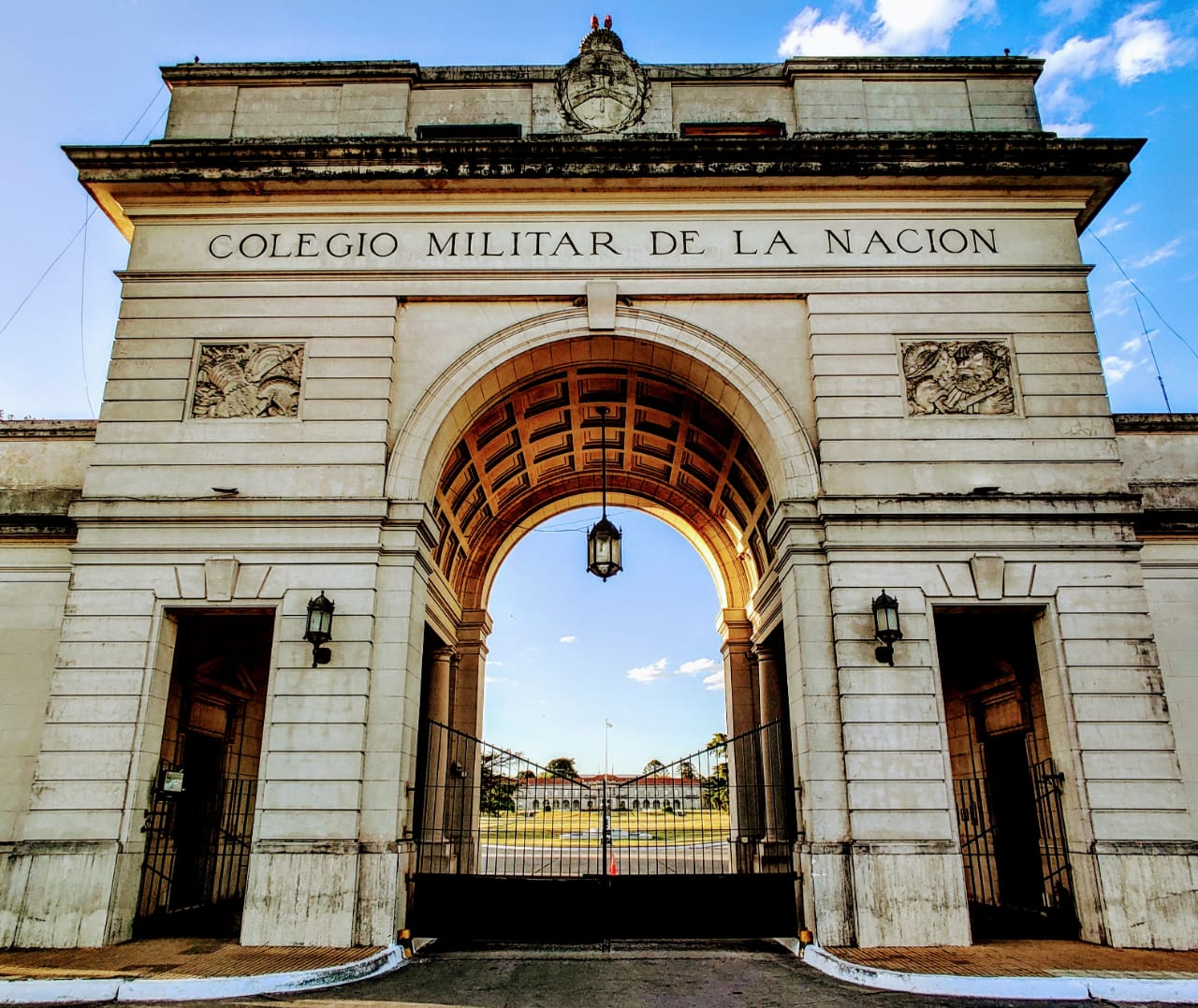
Entrada al Colegio Militar de la Nación.

Los institutos de formación militar -Colegio Militar (CMN) en El Palomar, fundado en 1869 y Escuela de Suboficiales del Ejército "Sargento Cabral" (ESESC) en Campo de Mayo, creada en 2002-, que permiten la formación del cuadro de oficiales y suboficiales, dependen de la Dirección General de Educación (DGE), Estado Mayor General del Ejército (EMGE), en Buenos Aires. La Escuela Superior de Guerra (ESG) con sede en Palermo (fundada en 1900), también dependiente de DGE, imparte el curso de oficial de Estado Mayor (OEM) a los oficiales jefes del Cuerpo Comando.
En 2014, la formación militar quedó bajo la órbita de la Universidad de Defensa Nacional (UNDEF), dependiente del Ministerio de Defensa, y aprobada por el Ministerio de Educación. Así, quedó establecida la Facultad del Ejército (FE), creada sobre el Instituto de Enseñanza Superior del Ejército (IESE) creado en 1990, y la Facultad de Ingeniería del Ejército (FIE), creada en 2018 sobre la vieja Escuela Superior Técnica (EST), fundada en 1931 por el general de división ingeniero Nicolás Savio.
El servicio militar voluntario, establecido en 1994, reemplazó al servicio militar obligatorio (SMO), establecido en 1901 por el general Pablo Riccheri. Así, la tropa voluntaria brinda el reclutamiento de soldados al Ejército. El reclutamiento obligatorio en casos de excepción requiere ley del Congreso de la Nación.
Desde 2013, las Fuerzas Armadas argentinas investigan el nivel educativo de la Tropa Voluntaria para que aquellos que no hubieran terminado los estudios secundarios lo hagan. Al año siguiente, el jefe del Estado Mayor General del Ejército emitió una ordenanza por la cual a partir de 2018, el soldado voluntario que quiera acceder a la academia de suboficiales debe tener los estudios secundarios completos.

### Sistema de Reservas del Ejército Argentino
El Sistema de Reservas del Ejército Argentino (SIREA) fue creado el 31 de octubre de 2008 bajo dependencia orgánica de la Dirección General de Organización y Doctrina y funcional de las distintas brigadas del ejército. El sistema cuenta a febrero de 2020 con 19 compañías de infantería distribuidas por el país (Salta, San Miguel de Tucumán, Resistencia -con sección en Corrientes-, Córdoba, Santa Fe, San Nicolás de los Arroyos, Paraná, Mendoza, La Plata, Mar del Plata, Bahía Blanca, Puerto Deseado, Comodoro Rivadavia, San Juan, Rospentek, Holmberg, Buenos Aires -en el Liceo Militar General San Martín y en el Regimiento de Patricios-, Campo de Mayo) y un sección de aviación de ejército en Campo de Mayo. El sistema permite el ingreso a la reserva de voluntarios ad honorem que hayan sido oficiales, cadetes, suboficiales o soldados y de personas sin antecedentes militares que realicen el Curso de Formación de Oficiales de la Reserva (CUFOR) en los liceos de Córdoba, Santa Fe o Tucumán. Su finalidad es completar los cuadros de las unidades del ejército en caso de necesidad.

### La mujer en el Ejército
Pese a que el Ejército Argentino contó con mujeres en sus filas, que incluso resultaron combatientes heroicas, como la general —post mortem— Juana Azurduy, la organización del país adoptó una estructura que marginó a las mujeres de gran parte de las actividades de la vida pública, inclusso la prohibición de votar y ser votadas —derogada en 1947— y la incapacidad civil —derogada en 1968—. Las Fuerzas Armadas excluyeron por completo a las mujeres hasta la penúltima década del siglo XX.

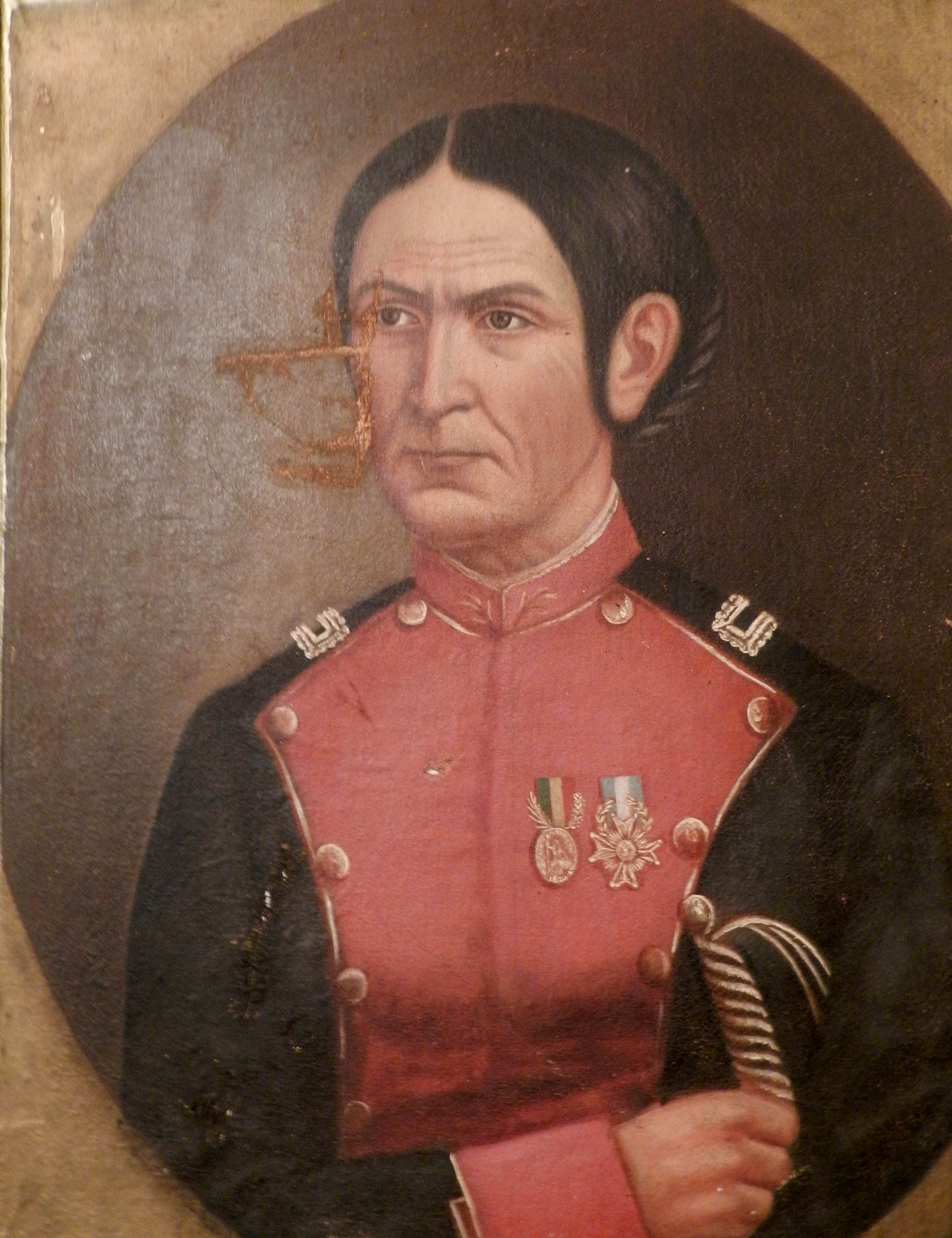
La general post mortem Juana Azurduy, heroína histórica del Ejército argentino en las guerras de independencia.

El ingreso de mujeres a las Fuerzas Armadas argentinas se inició en 1980, en la Armada y la Fuerza Aérea. El Ejército habilitó su ingreso en 1981 como suboficiales del Cuerpo Profesional y al año siguiente, como oficiales del mismo cuerpo, excluyéndolas hasta 1996 y 1997, del Cuerpo Comando, es decir de las unidades de combate.

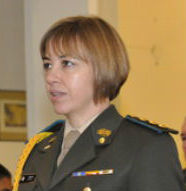
La general María Isabel Pansa, en 2015 se convirtió en la primera mujer en alcanzar ese grado en vida.

Hacia 2010, el Ejército registraba 4974 mujeres, el 11,15 % del total, contando los institutos de formación, pero ese porcentaje se reducía a un 2 % de los oficiales y suboficiales del Cuerpo Comando, debido a la prohibición existente en ese momento de que las mujeres ingresaran a las armas de Infantería y Caballería. Gran parte de las funciones de las mujeres en el Ejército se encontraban en el área de enfermería, con un 92 %.
En 2006 la ministra de Defensa Nilda Garré creó el Observatorio sobre la Integración de la Mujer en las Fuerzas Armadas y en 2007 creó el Consejo de Políticas de Género, institución única en el mundo debido al hecho de la incorporación al mismo de las mujeres militares. También se crearon Oficinas de Género en las unidades militares, se derogaron las normas que prohibían el ingreso y permanencia en el Colegio Militar de las alumnas que quedaran embarazadas, así como militares varones que reconocieran su paternidad y la obligación de solicitar autorización al superior para casarse.
En 2011 la presidenta Cristina Fernández de Kirchner reclamó porque el Ejército no permitiera el ingreso de mujeres a las armas de Infantería y Caballería, orientadas al combate cercano. Dos años después, el Ejército eliminó por la Resolución 1143/2013 la prohibición de que las mujeres ingresaran a esas armas, razón por la cual seis mujeres ingresaron al arma de Caballería y cinco a la de Infantería. En 2016 cuatro mujeres egresaron del Colegio Militar como oficiales de tales armas.
En 2009 la fallecida militar y heroína de la lucha por la Independencia Juana Azurduy fue ascendida post mortem a general, convirtiéndose en la primera en alcanzar ese grado en el Ejército Argentino. En 2015 la coronel María Isabel Pansa fue ascendida a general, convirtiéndose en la primera mujer de tal grado en vida.
Para 2017, el Ejército tenía 3352 mujeres, sin contar los institutos de formación, equivalentes al 11,8 % del personal total, un porcentaje muy menor al de las fuerzas armadas en conjunto, que para ese año fue del 16,8 %.

## Grados

### Oficiales
| Escalafón    | Oficiales superiores | Oficiales superiores | Oficiales superiores | Oficiales superiores | Oficiales superiores |
| Grados       | Teniente general     | General de división  | General de brigada   | Coronel mayor        | Coronel              |
| Abreviaturas | TG                   | GD                   | GB                   | CY                   | CR                   |
| Insignias    |                      |                      |                      |                      |                      |
| ------------ | -------------------- | -------------------- | -------------------- | -------------------- | -------------------- |

Nota: hasta 1991 el distintivo contaba con solo tres soles el teniente general, dos soles el general de división y un sol el general de brigada.
| Escalafón    | Oficiales jefes  | Oficiales jefes |
| Grados       | Teniente coronel | Mayor           |
| Abreviaturas | TC               | MY              |
| Insignias    |                  |                 |
| ------------ | ---------------- | --------------- |

| Escalafón    | Oficiales subalternos | Oficiales subalternos | Oficiales subalternos | Oficiales subalternos |
| Grados       | Capitán               | Teniente primero      | Teniente              | Subteniente           |
| Abreviaturas | CT                    | TP                    | TT                    | ST                    |
| Insignias    |                       |                       |                       |                       |
| ------------ | --------------------- | --------------------- | --------------------- | --------------------- |

### Suboficiales
| Escalafón    | Suboficiales superiores | Suboficiales superiores | Suboficiales superiores | Suboficiales superiores |
| Grados       | Suboficial mayor        | Suboficial principal    | Sargento ayudante       | Sargento primero        |
| Abreviaturas | SM                      | SP                      | SA                      | SI                      |
| Insignias    |                         |                         |                         |                         |
| ------------ | ----------------------- | ----------------------- | ----------------------- | ----------------------- |

| Escalafón    | Suboficiales subalternos | Suboficiales subalternos | Suboficiales subalternos |
| Grados       | Sargento                 | Cabo primero             | Cabo                     |
| Abreviaturas | SG                       | CI                       | CB                       |
| Insignias    |                          |                          |                          |
| ------------ | ------------------------ | ------------------------ | ------------------------ |

### Tropa Voluntaria
| Voluntario de primera | Voluntario de segunda | Voluntario de segunda «en comisión» |
| OR-2                  | OR-1                  | OR-1                                |
| --------------------- | --------------------- | ----------------------------------- |
|                       |                       |                                     |

## Bases
El Ejército tiene unos 2200 inmuebles, entre casas, cuarteles, campos de instrucción y campos de producción.

## Sitio web
El Ejército Argentino estableció su sitio web en 1998 en www.ejercito.mil.ar. A partir de 2007, el mantenimiento del sitio fue asumido por la Dirección Producción de la División Medios del Departamento Comunicación Institucional de la Secretaría General del Ejército. En 2017, el Ministerio de Modernización de la Nación presentó distintos modelos nuevos al Departamento de Comunicación Institucional. El sitio continúa siendo www.ejercito.mil.ar pero el localizador de recursos uniforme (URL) es argentina.gob.ar, administrado por Arsat.